# Jeezy
Jay Wayne Jankins, meglio conosciuto con gli pseudonimi di Jeezy, Young Jeezy, The Snowman e in precedenza con quello di Lil' J (Columbia, 28 settembre 1977), è un rapper e attore statunitense.
Inizialmente sotto contratto con la Bad Boy Records come membro del quartetto hip hop Boyz N Da Hood, ha poi intrapreso una carriera da solista con la Def Jam Records. È considerato come uno dei pioneri della trap, sottogenere della musica hip hop sviluppatosi inizialmente nella città metropolitana di Atlanta negli anni 2000.

## Biografia
Jay Jenkins nasce a Columbia (Carolina del Sud) e cresce nella città di Macon (Georgia) nei quartieri di Duncan Blocc e Unionville. Successivamente si trasferisce ad Atlanta. Poiché i suoi genitori sono divorziati, i vari membri della sua famiglia si alternano frequentemente la sua custodia. In un'intervista con la rivista XXL, Jeezy ha descritto la sua gioventù come "vuota".

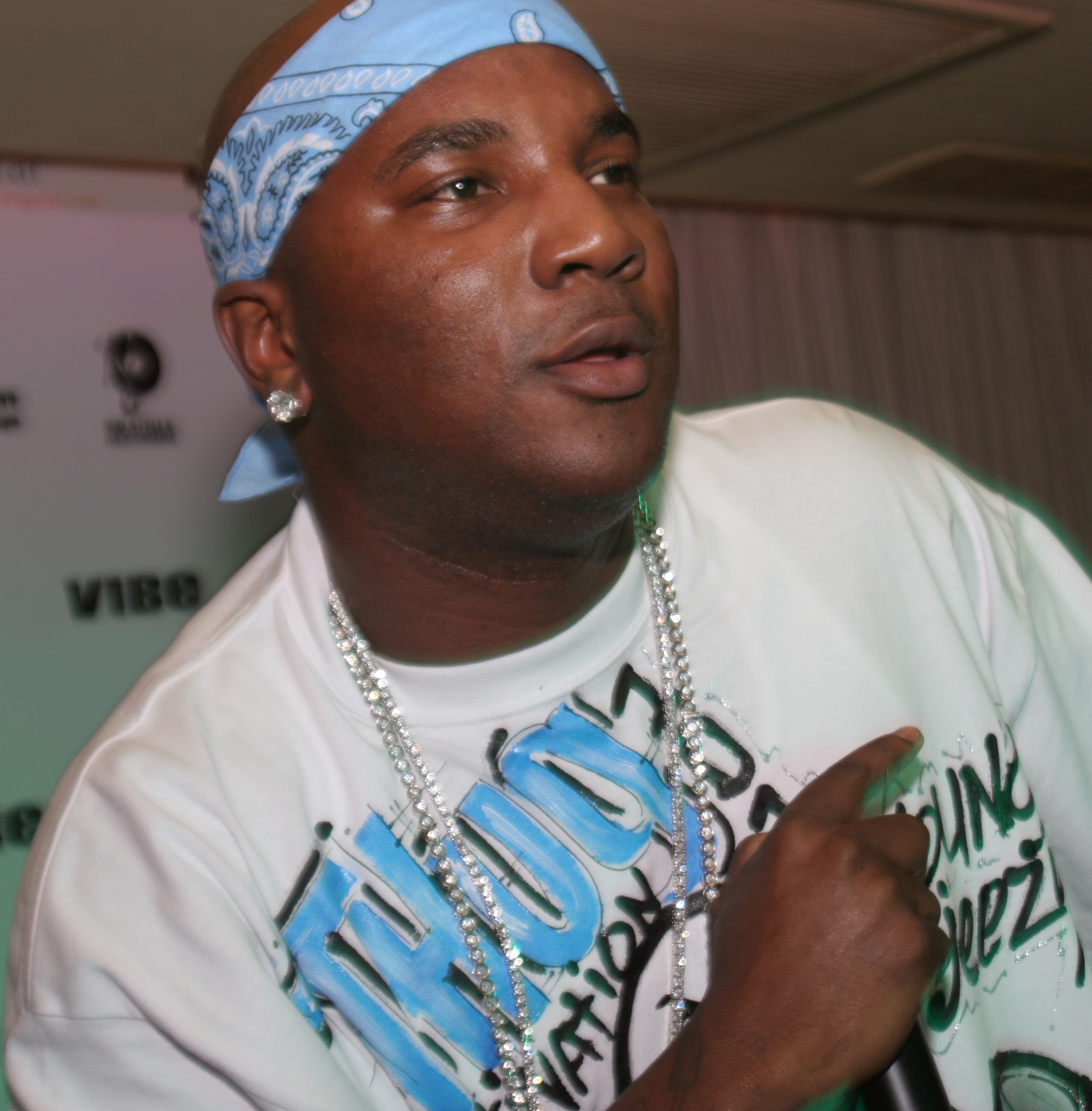
Jeezy nel 2005

### 2001-2005: Gli inizi
Ad Atlanta, viene influenzato dai cugini maggiori e fonda la Corporate Thugz Entertainment.
Investe il denaro proveniente da altre attività e lo guadagna arrivando a promuovere i dischi della Cash Money Records. Inizia a rappare, realizzando dischi underground e mixtapes di vario genere.
Nel 2001 auto-produce il suo primo disco Thuggin' Under the Influence, con lo pseudonimo di Lil' J, al disco hanno partecipato artisti come Kinky B, Fidank e Lil Jon, che ha anche prodotto alcuni brani. Nel 2003 autoproduce ed autodistribuisce il suo secondo disco, Come Shop Wit' Me. Nel mercato underground il prodotto arriva a vendere oltre 50 000 copie, determinando il successo di Jeezy.
Le sue rappate sono caratterizzate da esclamazioni come: "yeeeeeah!" (sì!), "that's riiiight!" (è così!), "heeeeeey!" (ehi!), "daaaaaaamn!" (dannazione!), "ah aaaaah!".
Preso sotto protettorato di Diddy della Bad Boy Records, diventa membro del gruppo Boyz N Da Hood.

### 2005-2008: I successi dei suoi tre album
Nell'estate del 2005 inizia a lavorare sul suo LP solista, Let's Get It: Thug Motivation 101, arrivato in testa alle classifiche di vendita degli LP's per qualche settimana dopo la sua uscita. Al disco collaborarono svariati artisti: Young Buck, T.I., Trick Daddy, Akon, Mannie Fresh, Lil Scrappy, Bun B, Lloyd, Slick Pulla e Lil Will.
In svariate interviste e su diversi nastri, Jeezy affermò la sua ostilità verso la musica commerciale nei suoi brani, ed affermò inoltre che la sua street credibitly era la sua unica preoccupazione.
Sempre nel 2005 Young Jeezy collaborò a diverse hit fra le quali vanno ricordate "Icy" di Gucci Mane col rapper Boo e "Dem Boyz" creata insieme ai Boyz N da Hood.
Nel 2006 collabora al singolo "Say I" di Christina Milian. Il 12 dicembre 2006 è la volta del suo disco The Inspiration: Thug Motivation 102, che gode della partecipazione di artisti come: T.I., Keyshia Cole, R. Kelly, Timbaland, Bloodraw e Slick Pulla (Bloodraw e Slick Pulla sono i due membri della sua neofita crew U.S.D.A.). Il primo singolo di questo disco è "I Luv It", prodotta da DJ Toomp e posizionatasi al nº 14 della Billboard Hot 100. Il secondo singolo è "Bury Me a G", il terzo "Go Getta", con la collaborazione di R. Kelly. Nel marzo 2007 prende inizio il tour del rapper "I Am the Street Dream" (ed in seguito il suo mixtape con DJ Drama assumerà lo stesso titolo). Il 2 maggio prende parte al programma su BET, Access Granted per la sua canzone con Keyshia Cole, "Dreamin'". Il 22 maggio arriva il primo disco del collettivo rap U.S.D.A., Young Jeezy Presents USDA: Cold Summer (The Authorized Mixtape). Partecipa al remix del brano di Gorilla Zoe, "Hood Nigga", contenuto nel mixtape della serie "Gangsta Grillz" con DJ Drama "Hood Nigga Diaries: American Gangsta Part 2", insieme a Big Boi, Block, Jody Breeze e Rick Ross. Nello stesso anno il rapper ha partecipato al brano del cantante R&B Usher, "Love in This Club".
Il 2 maggio 2008 Jeezy con la partecipazione di Kanye West e la produzione di Drumma Boy, ha pubblicato il primo singolo estratto dal suo terzo disco sotto Def Jam, The Recession, col titolo di "Put On". A "Put On" sono seguiti i brani "Vacation", "Crazy World", "My President" (in collaborazione con Nas) e "Who Dat", che hanno completato la serie di singoli estratti dal nuovo disco. Finito il lavoro con "The Recession", Jeezy ha iniziato una serie di collaborazioni con diversi artisti R&B, tra cui Akon, col quale ha realizzato il singolo "I'm So Paid", insieme a Lil Wayne. Nel contempo, "Love in this Club" raggiunge la vetta della classifica Billboard Hot 100.
In seguito ha collaborato con Ciara nel singolo Never Ever, estratto dall'album Fantasy Ride.

### 2013–2015:Boss Yo Life Up Gang e Seen It All: The Autobiography

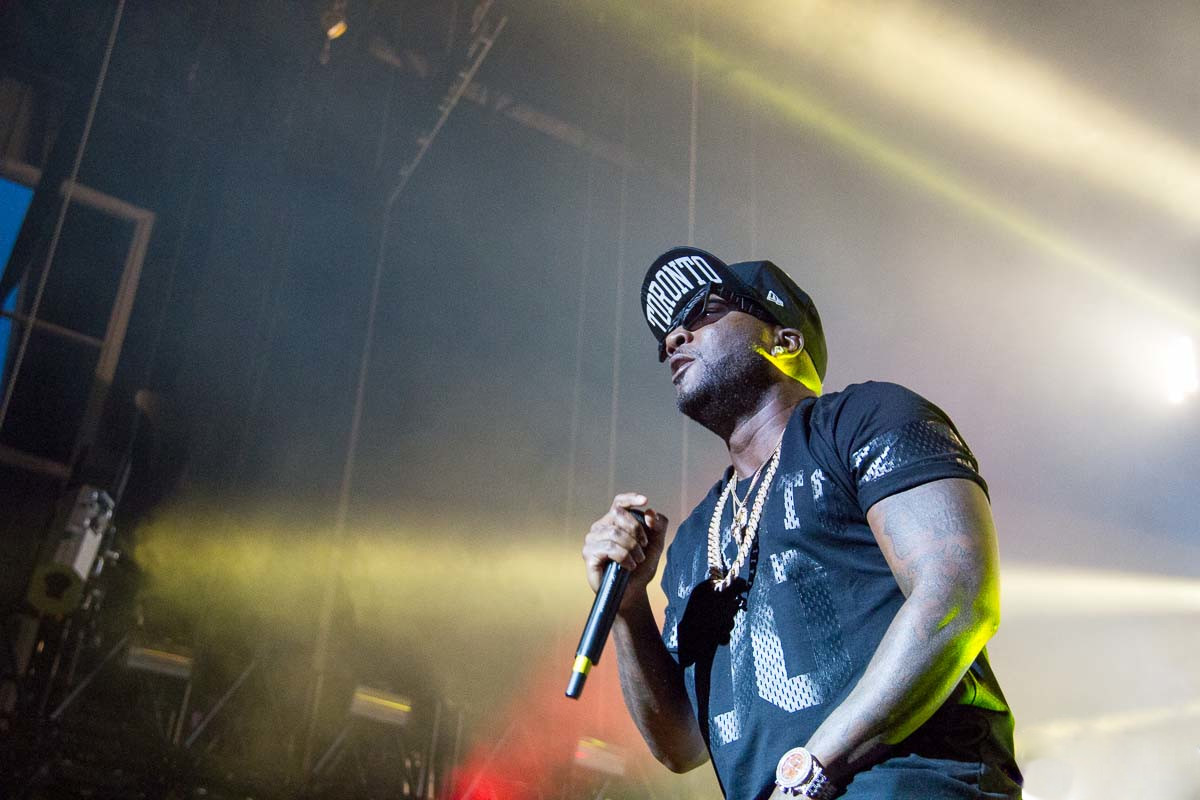
Jeezy in concerto nel 2014

Il 13 agosto 2013 Young Jeezy ha pubblicato un mixtape di compilation intitolato Boss Yo Life Up Gang con Doughboyz Cashout e YG. Il mixtape ha due singoli, "My Nigga" di YG e "Mob Life" di Doughboyz Cashout. Il 17 settembre 2013 Jeezy ha presentato in anteprima il primo singolo "In My Head" prodotto da Childish Major, dal suo mixtape "Its Tha World 2". Il giorno seguente ha annunciato di voler pubblicare il suo prossimo album.
Il 30 maggio 2014 ha pubblicato il primo singolo "Me Ok" dal suo prossimo album in studio, Seen It All: The Autobiography. Il 1º luglio 2014 ha pubblicato il secondo singolo, "Seen It All" con Jay-Z. Il 31 agosto 2015, Jeezy ha annunciato un nuovo progetto intitolato Church in These Streets. Sono stati pubblicati quattro singoli e il progetto è uscito il 13 novembre 2015, debuttando al numero 4 della Billboard 200.

### 2016-oggi:Trap or Die 3,Pressure e TM104: The Legend of the Snowman
Il 28 ottobre 2016 Jeezy ha pubblicato il suo nuovo album Trap or Die 3. Ha debuttato al numero uno della Billboard 200, diventando il suo terzo album in cima alla classifica.
Il 15 dicembre 2017 ha pubblicato il suo ottavo album in studio Pressure (originariamente intitolato Snow Season).
Il 25 luglio 2019 ha annunciato che il suo ultimo album TM104: The Legend of the Snowman sarebbe uscito il 23 agosto.

## Questioni legali

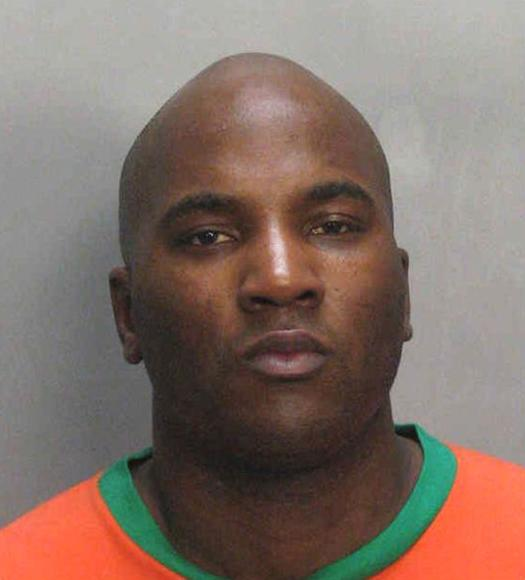
mug shot del rapper in carcere

L'11 marzo 2005 Jeezy è stato arrestato dopo una presunta sparatoria che ha coinvolto alcuni dei suoi amici a Miami Beach, in Florida. Fu accusato di aver portato un'arma senza permesso; tuttavia le accuse sono cadute per mancanza di prove.
Nelle prime ore del 29 settembre 2007 Jeezy distrusse la sua Bugatti Veyron a seguito di un incidente con un taxi che attraversava Peachtree Street, fuori da Justin, il club di Sean Combs ad Atlanta.
Il 18 giugno 2008 è stato arrestato ad Atlanta per guida in stato di ebbrezza.
Il 16 aprile 2013, Brian Smith ha presentato un reclamo per violazione del copyright contro Jay W. Jenkins e Young Jeezy Music e altri presso la Corte distrettuale degli Stati Uniti per il distretto settentrionale della Georgia, relativa all'opera "Jizzle", pubblicata nel luglio 2010.
Il 27 agosto 2013 Leroy Hutson, alias Lee Hutson, Sr., ex cantante del gruppo R&B degli anni '70, The Impressions, ha presentato una denuncia contro Young Jeezy e altri sostenendo che la canzone "Time" di Young Jeezy incorporasse in modo inappropriato la parte strumentale di "Getting it On", registrato presso il Copyright Office degli Stati Uniti nel 1973.
Il 4 gennaio 2014, Jeezy è stato arrestato per falsa prigionia e minacce terroristiche, dopo una presunta rissa con suo figlio nel settembre 2012.
Il 24 agosto 2014 è stato nuovamente arrestato prima di esibirsi all'Irvine, in California, durante il tour Under The Influence in connessione con le sparatorie mortali due giorni prima nell'area del backstage, in un'altra fermata del tour a Mountain View, in California. Quando la polizia ha fatto irruzione nell'autobus turistico di Jeezy, ha trovato un AK-47. In totale sono state arrestate sei persone, tra cui Jeezy, perché "nessuno ha ammesso di possedere il fucile d'assalto". La sua cauzione era fissata a un milione di dollari. Il 26 agosto Jeezy, così come gli altri cinque uomini con cui fu arrestato, entrarono in possesso di un fucile d'assalto illegale. Secondo quanto riferito, agli ufficiali fu ripetutamente detto che il proprietario registrato dell'AK-47 era il capo della sicurezza del tour, che all'epoca era ricoverato in ospedale.

## Altre vicende

### Snowman
Jeezy col suo appellativo "Snowman", fa un chiaro riferimento alla spaccio di cocaina, in quanto egli in giovane età fu uno spacciatore della medesima sostanza. Inoltre avviò la produzione di una linea di T-shirt popolare negli USA, raffiguranti un semplice pupazzo di neve. Tali magliette in diverse scuole superiori statunitensi sono state vietate per la loro connotazione di incitamento all'uso degli stupefacenti.

### Controversie
Young Jeezy scrisse e collaborò parzialmente alla hit del rapper Gucci Mane "Icy", col rapper Boo. Con molte probabilità il rapper non fu mai propriamente pagato per il suo lavoro. I membri del gruppo di Gucci Mane avevano asserito che i membri della gang provenienti dall'area di Mechanisville avessero attaccato Gucci Mane per difendere l'onore di Young Jeezy. Jeezy fece uscire un brano intitolato "Stay Strapped", un dissing indirizzato a Mane, il brano fu realizzato sulla base della canzone di T.I. "A.S.A.P.". In un recente mixtape, "The Hood News Page 3: Jay-Z Boycotts Cristal", Mane ha attaccato Jeezy con Jay-Z sul suo brano "745". Jeezy si è rivolto a Mane nello stesso mixtape col brano "Break It Down" in collaborazione con Cmillz.
Nas citò il rapper Young Jeezy (ed anche altri rapper del sud degli Stati Uniti), per essere uno dei responsabili della morte dell'hip hop. Jeezy rispose con un dissing indirizzato a Nas.

### Toyz n da Hood
Young Jeezy nella settimane precedenti il Natale ha presentato una serie di giocattoli insieme alla sua label Corporate Thugz Entertainment. La serie di giocattoli era composta da 1000 pezzi per 1000 bambini nelle varie zone di Atlanta. La distribuzione dei giocattoli cominciò il 17 dicembre 2007 con l'apertura del CTE Christmas Kickoff from 10PM to 5AM at Club Miami. I giochi vennero distribuiti al centro Old Fourth Ward Community di Atlanta.

## Discografia

### Album in studio
- 2001 – Thuggin' Under the Influence (T.U.I.)
- 2003 – Come Shop wit Me
- 2005 – Let's Get It: Thug Motivation 101
- 2006 – The Inspiration
- 2008 – The Recession[19]
- 2011 – TM:103 Hustlerz Ambition
- 2014 – Seen It All: The Autobiography
- 2015 – Church in These Streets
- 2016 – Trap or Die 3
- 2017 – Pressure
- 2019 – TM104: The Legend of the Snowman
- 2020 – The Recession 2